# 山下萌梨
山下 萌梨（やました もえり、1987年7月28日 - ）は、神奈川県出身のタレントである。身長166cm、B85・W59・H90。血液型はO型。ライン・プロダクツ所属。
特技は茶道または書道で、学生時代は茶道部、写真部と文化系のクラブに所属していた。
2007年1月から2008年8月21日まで芸能人女子フットサルチーム「chakuchaku J.b」に所属していた。背番号は「14」→「12」。